# شارع جمال عبد الناصر (مدينة تونس)

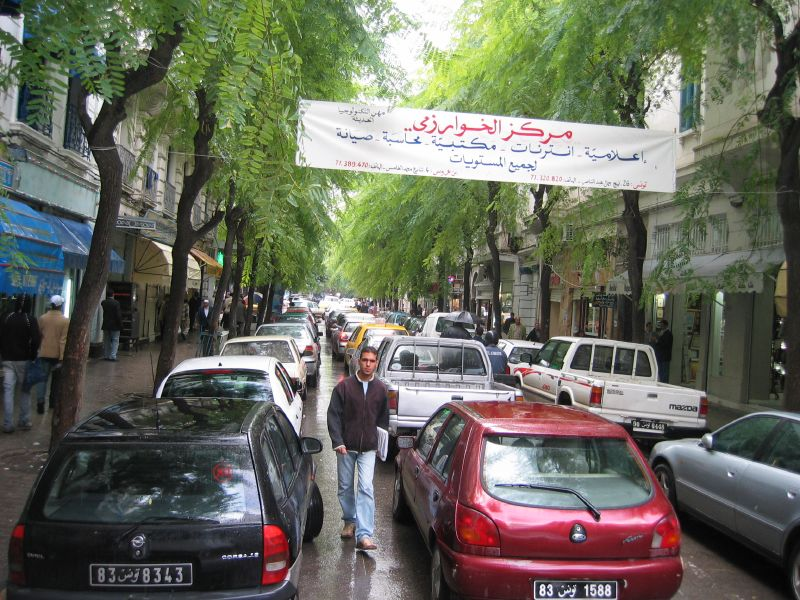
شارع جمال عبد الناصر

شارع جمال عبد الناصر هو أحد الشوارع الرئيسية لمدينة تونس ويوجد في قلب المدينة الحديثة، حيث يصب في ساحة الاستقلال وشارع الحبيب بورقيبة من جهة ونهج الجزائر من جهة أخرى. وتشقه أنهج يوغسلافيا وإسبانبا وأنقلترا وروسيا، وهو يحاذي ساحة المنجي بالي. ولا توجد به مؤسسات هامة ما عدا السفارة الإيطالية. كان هذا الشارع يسمى في بداية الاستقلال نهج الصادقية نسبة إلى المدرسة الصادقية وحمل اسمه الحالي بعد وفاة جمال عبد الناصر.

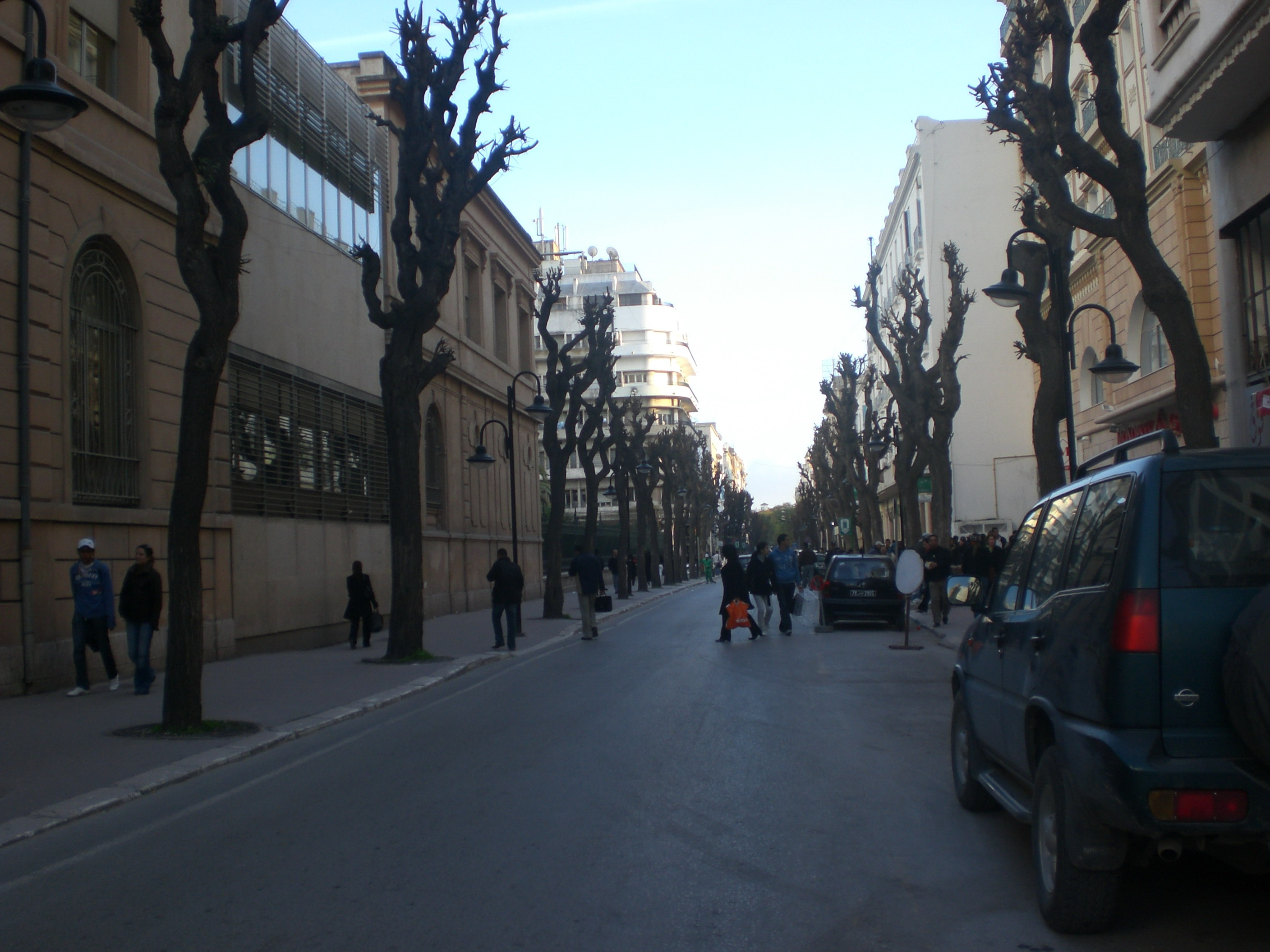
شارع جمال عبد الناصر